# Uncharted: Legacy of Thieves Collection
Uncharted: Legacy of Thieves Collection is een action-adventure- en third-person shooterspel voor de PlayStation 5 en is ontwikkeld door Naughty Dog. Het betreft een remaster van de laatste twee games uit de Uncharted-reeks welke oorspronkelijk enkel voor de PlayStation 4 ontwikkeld waren door Naughty Dog.

## Verhaal
Drie jaar na de gebeurtenissen van Uncharted 3, heeft Nathan Drake besloten zijn dagen als schatzoeker achter zich te laten. Maar al snel klopt het lot op de deur. Sam, de broer van Nate, is in levensgevaar en heeft dringend hulp nodig. Hij biedt Drake een avontuur waartegen hij geen nee kan zeggen. Sam en Drake gaan op zoek naar de verloren schat van kapitein Henry Avery. Ze zoeken naar Libertalia, het piratenparadijs in de bossen van Madagaskar.
De ervaren avonturierster Chloe Frazer moet een eeuwenoud artefact uit handen van een meedogenloze handelaar zien te houden en roept de hulp in van de beruchte huurling Nadine Ross. Samen gaan ze in de bergen van India op zoek naar de gouden slagtand van Ganesh. Tijdens haar grootste avontuur ooit wordt Chloe geconfronteerd met haar verleden en moet ze beslissen hoeveel ze wil opofferen om haar eigen toekomst veilig te stellen.

## Ontvangst
| \| Recensiescore \| Recensiescore \| \| Recensieverzamelaar \| Score \| \| ------------------- \| --------------- \| \| Metacritic \| (PS5) 87/100[2] \| \| Publicist \| Score \| \| Gamer.nl \| (PS5) 9/10[3] \| \| Power Unlimited \| (PS5) 90/100[4] \| |              |
| Recensiescore |              |
| Recensieverzamelaar | Score        |
| Metacritic | (PS5) 87/100 |
| Publicist | Score        |
| Gamer.nl | (PS5) 9/10   |
| Power Unlimited | (PS5) 90/100 |